# Bajka o bardzo lekkim chlebie
Bajka o bardzo lekkim chlebie – autorski spektakl telewizyjny Jana Jakuba Kolskiego zrealizowany w 1997 roku, nagrodzony Nagrodą Specjalną Jury na XII Międzynarodowym Festiwalu Telewizyjnym w Płowdiwie w Bułgarii (1997).

## Fabuła
Pewna rodzina ma problemy z pieczeniem chleba – ostatnią garść mąki porwał wiatr, zboża jest za mało, żeby plony były wystarczające, w dodatku stale ptaki wydziobują posiane ziarna z pola. Głowa rodziny — Jędrzej — za ten niedostatek wini Anioła Stróża. Ten z kolei radzi rodzinie, by ziarna przeznaczone do siewu zmieszać z puchem pochodzącym z anielskich skrzydeł. Poświęca się dla ludzi i użycza im puchu z własnych skrzydeł. Okazuje się to wspaniałym rozwiązaniem – plony są lżejsze i obfitsze, a rodzinie nie brakuje odtąd chleba. Żona Jędrzeja, Malina, chce podzielić się pieczywem z biednymi ludźmi, jednak mąż jej na to nie pozwala. Jędrzej szybko przyzwyczaja się do bogactwa i staje się nieczuły na ludzką krzywdę. Tymczasem szczęście się od niego odwraca, na całą rodzinę spadają nieszczęścia.

## Twórcy
- Scenariusz: Jan Jakub Kolski
- Reżyseria: Jan Jakub Kolski
- Zdjęcia: Krzysztof Ptak
- Scenografia: Leszek Paul
- Kostiumy: Leszek Paul
- Muzyka: Waldemar Wróblewski
- Dźwięk: Andrzej Żabicki

## Obsada aktorska
- Grażyna Błęcka-Kolska jako Malina
- Ola Ratajczyk jako Jagoda
- Marek Cichucki jako Jędrzej
- Bronisław Pawlik jako Dziad
- Henryk Niebudek jako Anioł
- Zdzisław Reczyński(inne języki) jako Dobosz
- Edward Janaszek(inne języki) jako Bogacz
- Zdzisław Wenus jako Burmistrz
- Edward Kusztal jako Ksiądz
- Mirosław Bieliński(inne języki) jako Szewc